# Chiesa di Santo Stefano (Porto Santo Stefano)
La chiesa arcipretale di Santo Stefano protomartire è la chiesa parrocchiale di Porto Santo Stefano, capoluogo di Monte Argentario. Si trova nel centro storico del rione Croce.

## Storia

### La prima chiesa

Parte del soffitto affrescato in stile barocco-napoletano della prima chiesa settecentesca distrutta dai tedeschi nel 1944

Agli inizi del XVIII secolo, il paese di Porto Santo Stefano, nato ai piedi della Fortezza Spagnola, iniziò ad espandersi tanto che, nel 1741, la vecchia cappella dei soldati non bastò più per la popolazione in continua crescita. Quindi, lo stesso anno, su richiesta delle famiglie santostefanesi, iniziò la costruzione della nuova chiesa dedicata al protomartire Stefano, che fu consacrata nel 1750. La chiesetta era in stile barocco e presentava una breve navata coperta da volte a crociera terminante con un'abside semicircolare. La chiesa, però, fu fatta saltare dalle truppe tedesche in ritirata il 7 giugno del 1944 e soltanto il campanile rimase in piedi.

### La ricostruzione

La chiesa distrutta nel 1944

Il luogo prescelto per la costruzione della nuova chiesa fu quello della precedente, però con una grande modifica: l'orientamento. Infatti, la facciata del nuovo edificio si trova sul luogo dell'abside di quello barocco, mentre la nuova abside dà su quello che era il sagrato della vecchia chiesa. Il progetto dell'edificio venne affidato agli architetti Giulio Pediconi, Mario Paniconi e Paolo Rossi De Paoli. La costruzione fu terminata nel 1950 e, il giorno di Natale dello stesso anno, la nuova chiesa parrocchiale fu consacrata dal vescovo di Grosseto Paolo Galeazzi.

### Dal 1950
Fra il 1950 e il 2006, la chiesa ha subito una serie di rifacimenti interni. Il primo risale al 1963, quando fu installato il grande organo Mascioni. Il presbiterio fu completamente rifatto una prima volta nel 1980 e, in tempi più recenti, nel 2006. Nel 1981, invece, furono installate le vetrate policrome raffiguranti vari santi.
Il 5 agosto 2021 ha avuto luogo nella chiesa la cerimonia di commemorazione delle ceneri di Raffaella Carrà, nel trigesimo della sua scomparsa.

## Descrizione

### Contesto urbanistico

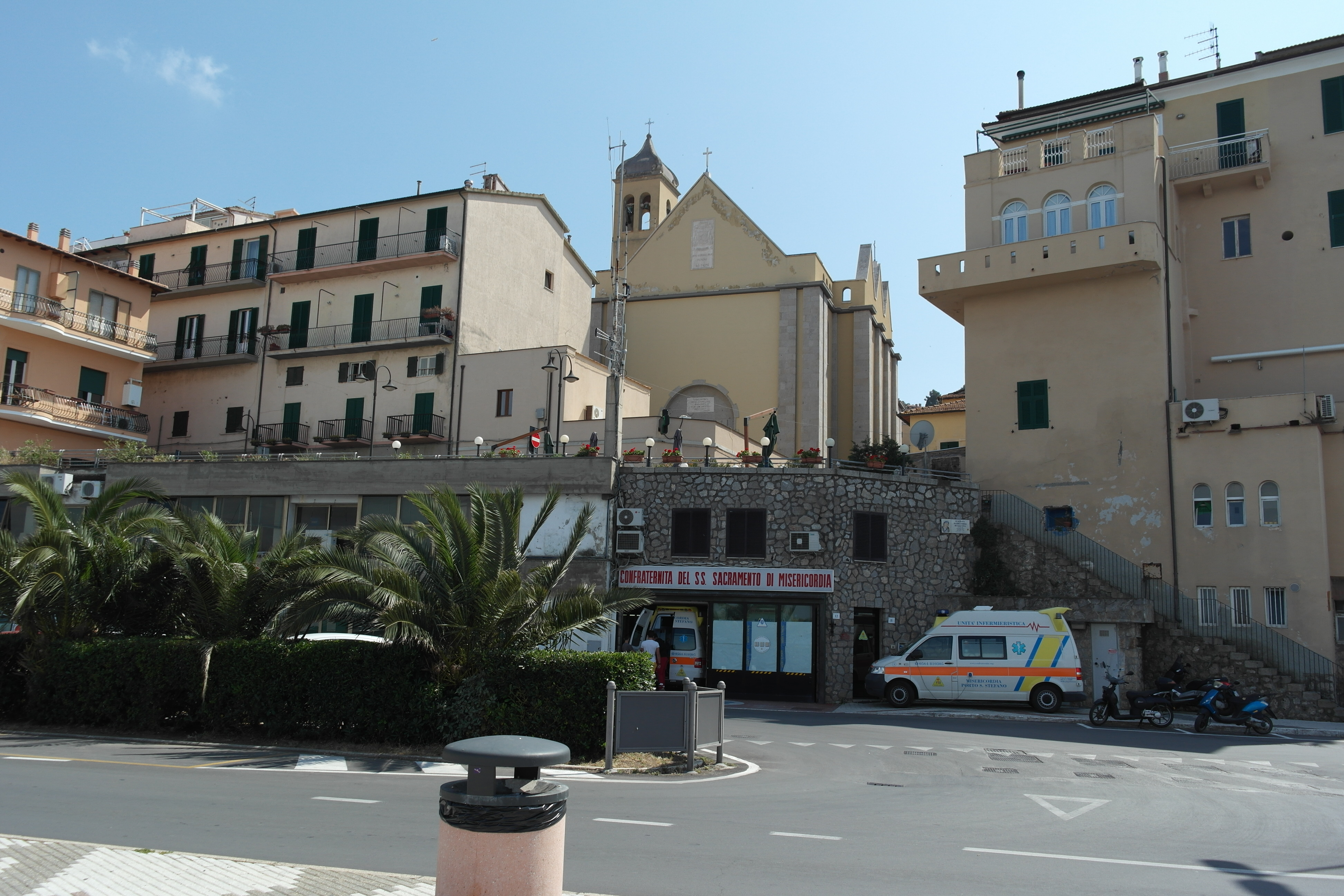
La chiesa nel contesto urbanistico

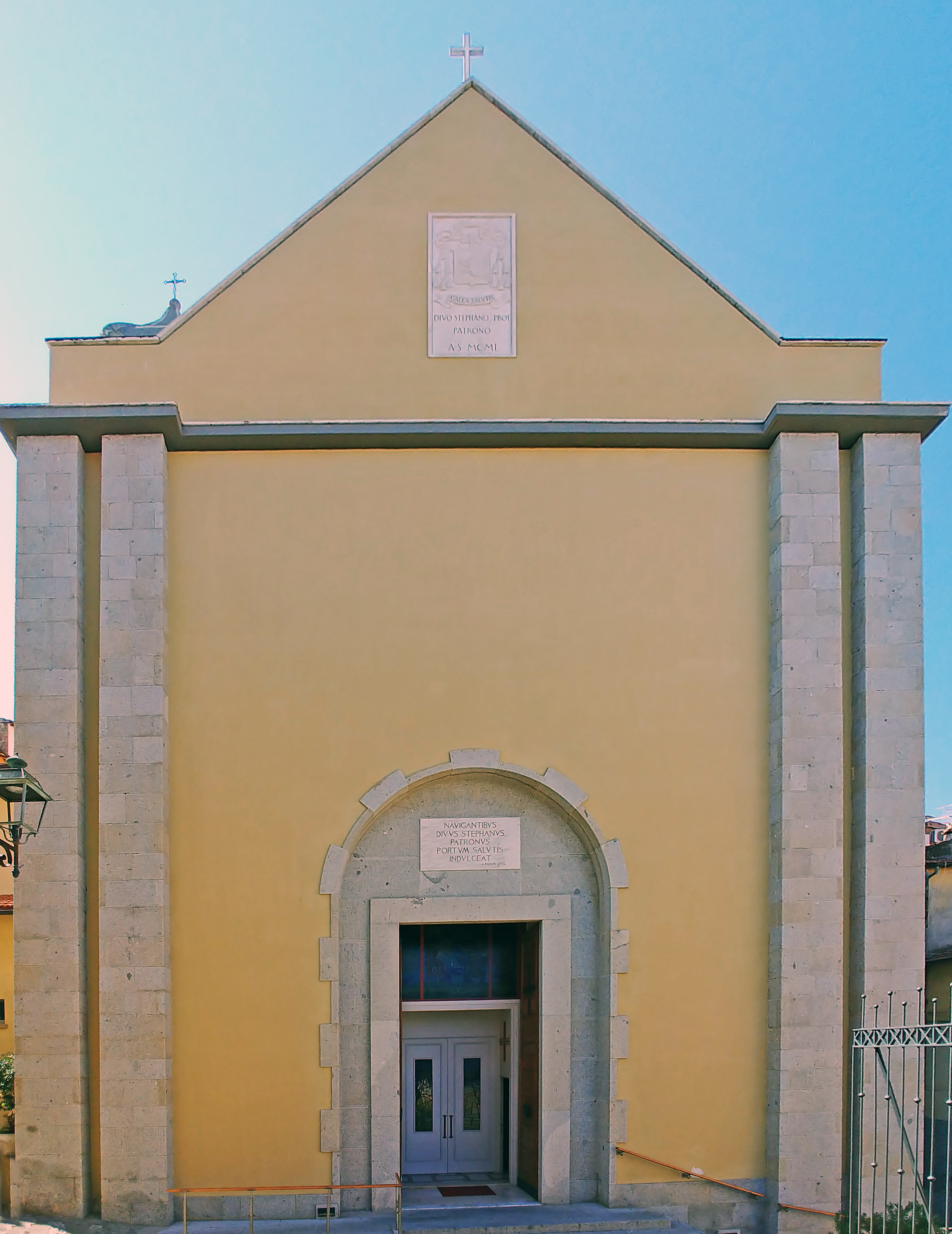
Facciata principale

La chiesa di Santo Stefano è ubicata nel centro di Porto Santo Stefano, nel rione Croce e, insieme alla casa canonica costituisce un isolato. Le strade che la costeggiano sono: via XX Settembre (sul lato della facciata), via Santo Stefano (lungo il lato destro), via Galli (lungo il lato sinistro), piazza della Chiesa (su cui si affaccia l'abside, sagrato della chiesa originale).
DIVVS STEPHANVS
PATRONUS
PORTVM SALVTIS
INDULGEAT»
(Iscrizione del portale principale)

### Esterno
La facciata principale della chiesa si affaccia su via XX Settembre. Essa è costituita da quattro grandi lesene in blocchi di pietra ai lati e una svettante cuspide, in cui è inserito lo stemma marmoreo del vescovo Paolo Galeazzi, come coronamento. Al centro del prospetto si trova il grande portale, con una larga strombatura poco profonda con arco a tutto sesto. Il secondo prospetto della chiesa si affaccia sull'angusta via di Santo Stefano e termina con tre grandi cuspidi. Qui, sottostante la monofora centrale della facciata monofore, al di sopra del portone, vi è un'iscrizione che ricorda la proclamazione del Dogma dell'Assunzione di Maria:

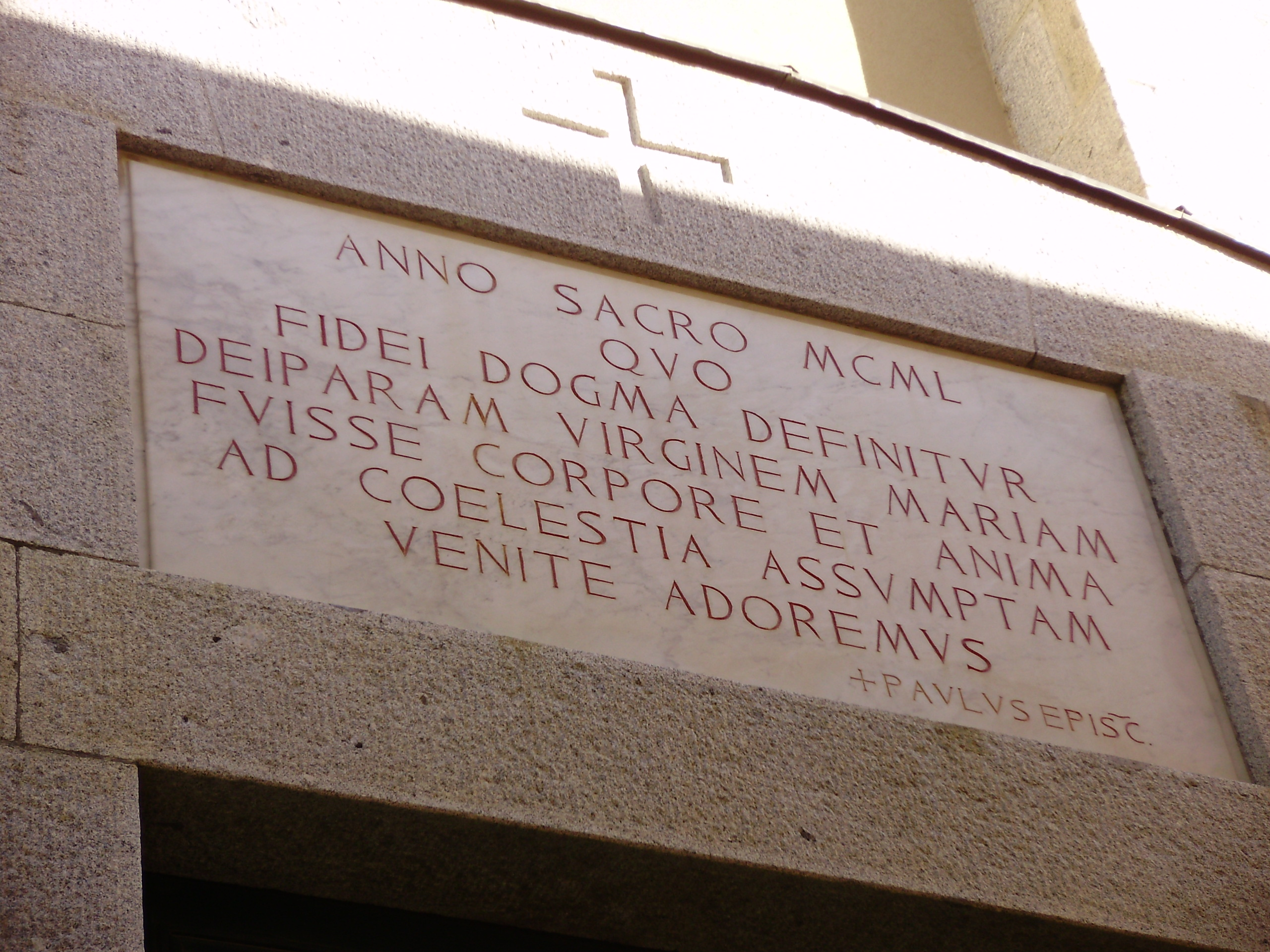
Lapide a ricordo dell’Anno Santo 1950, nel quale venne sancito il dogma dell'Assunzione
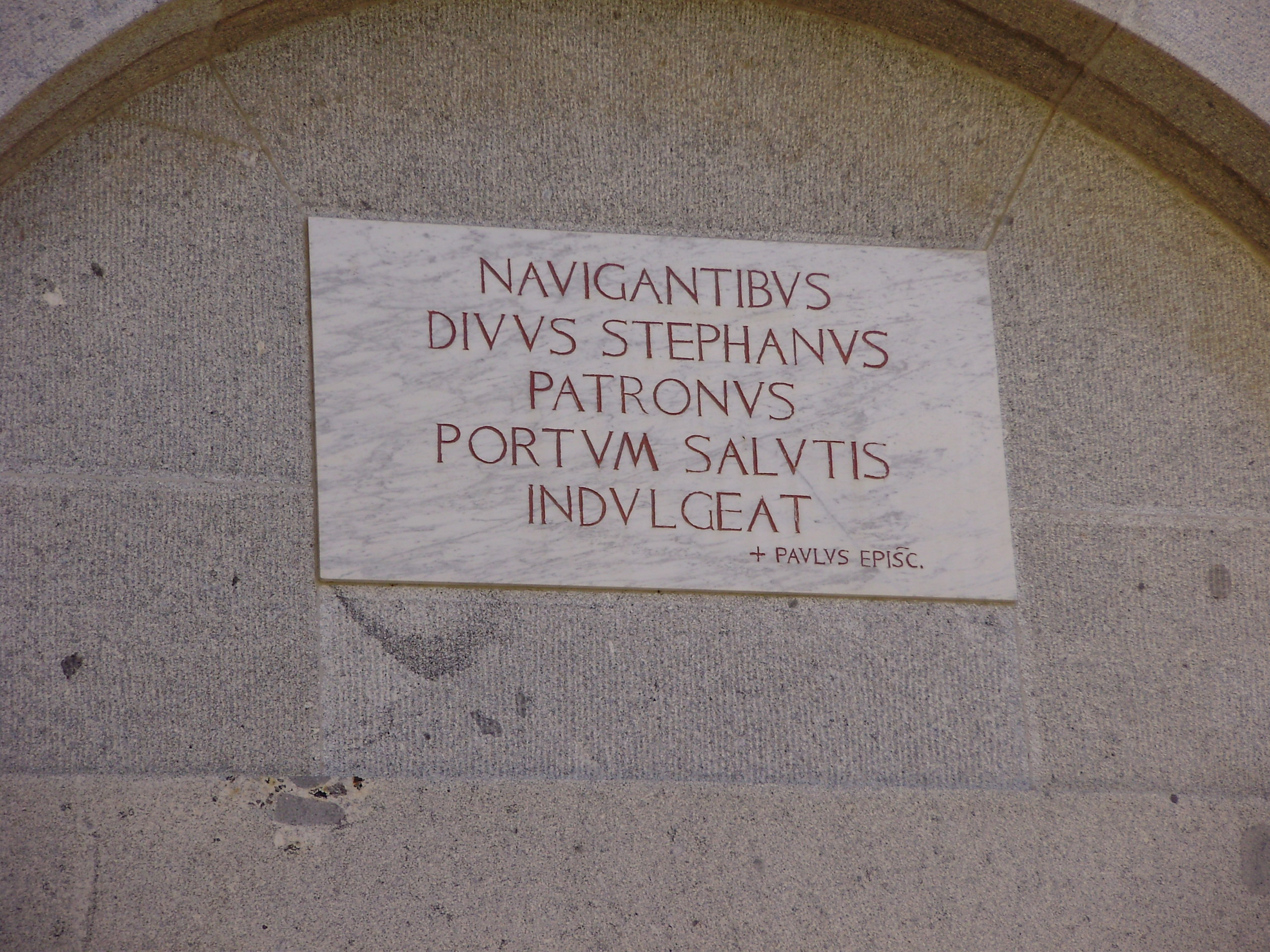
Lapide dedicata ai naviganti, sopra il portale della chiesa

DEIPARAM VIRGINEM MARIAM
FVISSE CORPORE ET ANIMA
AD COELESTIA ASSUMPTAM
VENITE ADOREMUS»
(Iscrizione sul portale laterale)
Lungo il lato sinistro della chiesa, inserito nel contesto della canonica, si trova il campanile, frutto dell'ampliamento di quello barocco, che custodisce al suo interno le quattro campane della vecchia chiesa.

### Interno

#### Navata

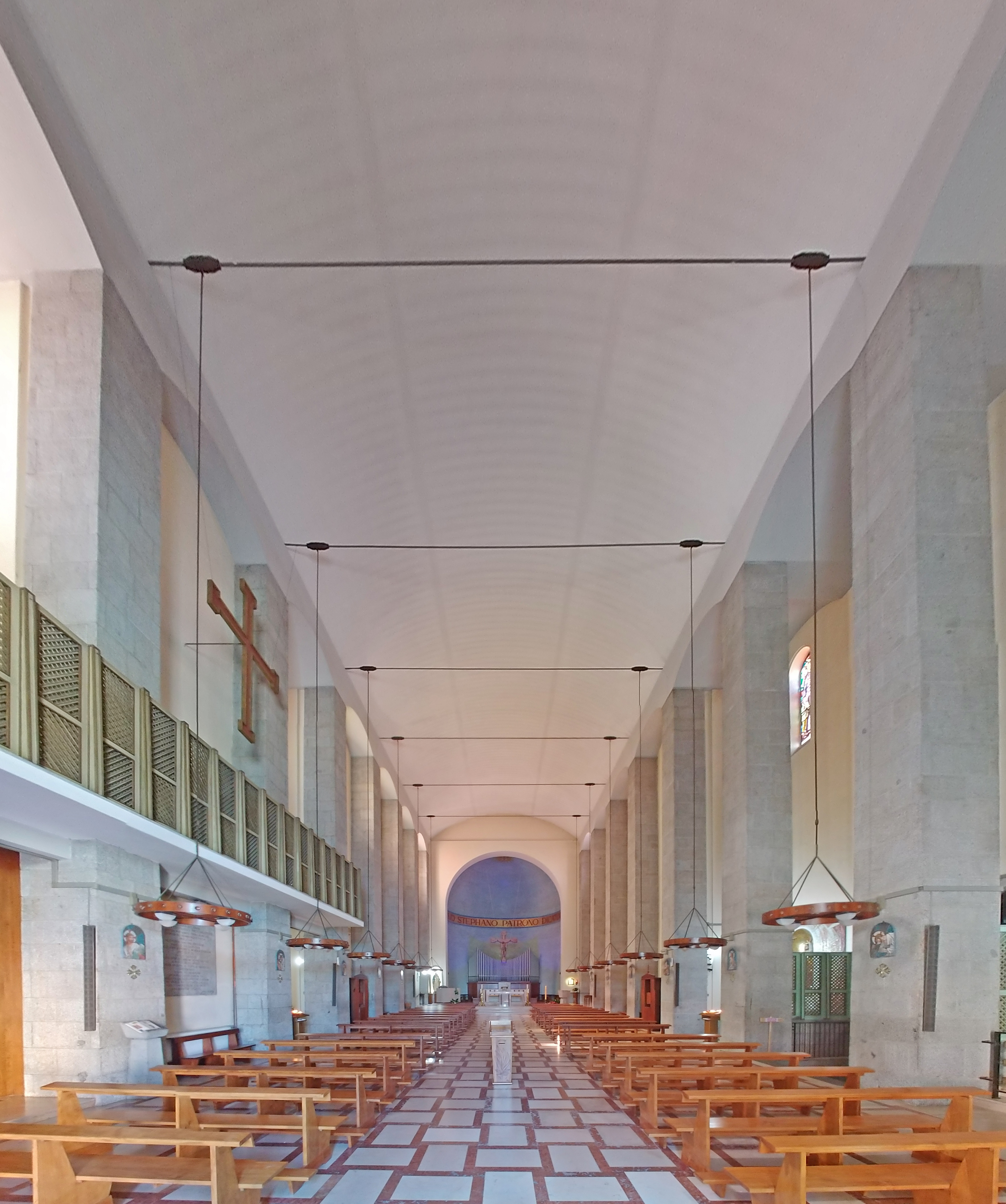
L'interno

L'interno è costituito da una grande navata unica coperta da volta a botte ribassata. Le pareti laterali sono scandite da una serie di archi ciechi sorretti da possenti pilastri in blocchi di pietra, in cui si aprono le monofore a tutto sesto chiuse da vetrate policrome. In esse sono raffigurati due categorie di Santi: i Patroni dei gruppi ecclesiali e dei mestieri operanti in Porto Santo Stefano ed i Santi legati alla Toscana e all'Argentario. Subito dopo l'ingresso, si trovano due ampliamenti della navata, in cui si trovano i tre altari laterali: l'altare di Santo Stefano (il primo da destra), su cui si trova la statua di santo Stefano in terracotta di Emilio Greco, l'altare del Gesù Misericordioso (il secondo di destra) e l'altare della Vergine (dirimpetto al secondo di destra).

#### Presbiterio
(Iscrizione nell'abside)

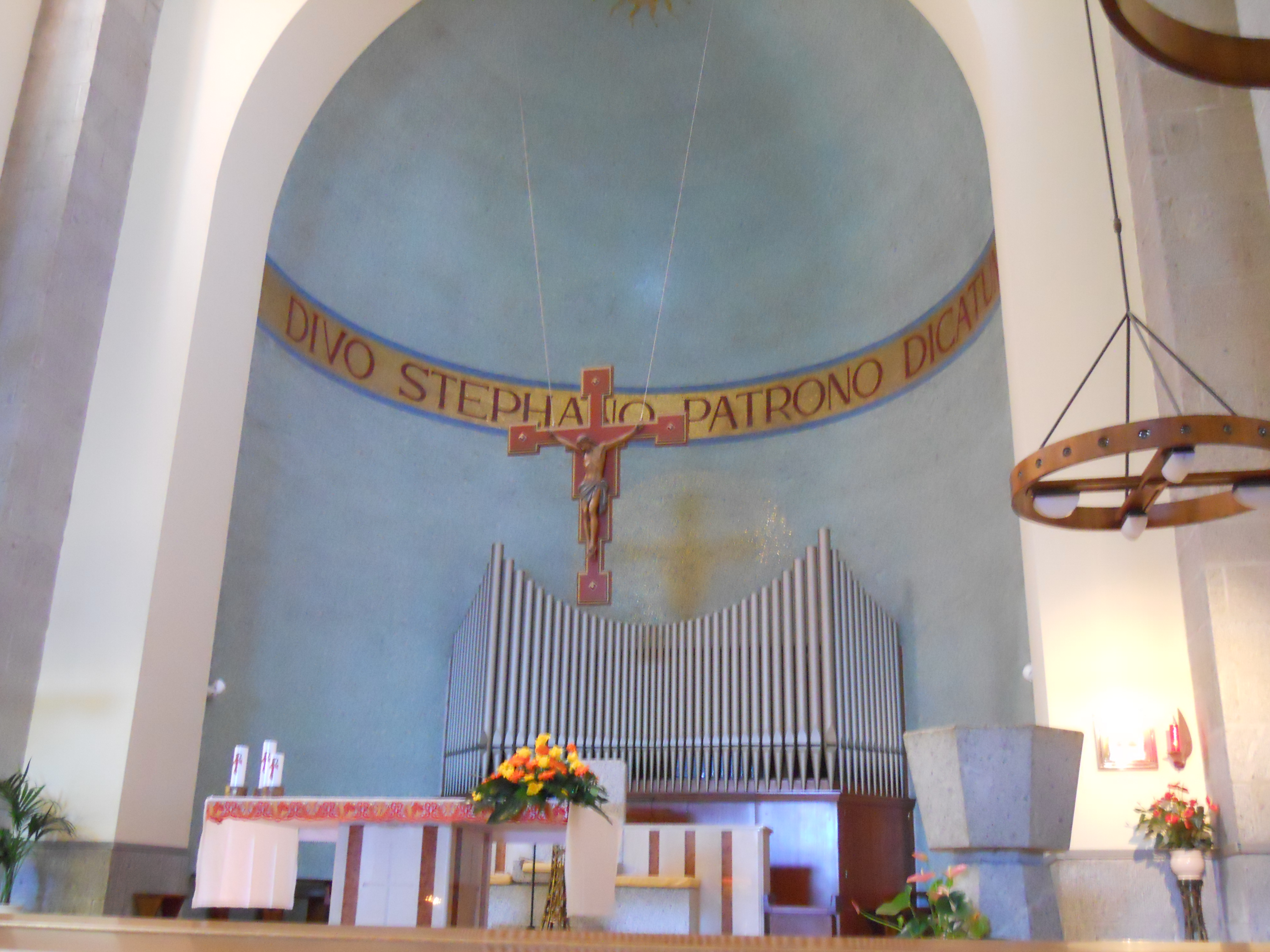
Il presbiterio con l'organo a canne Mascioni opus 831

Nell'ultimo tratto della navata e nella grande abside semicircolare decorata con un mosaico dai toni azzurri, si trova il presbiterio, frutto del rifacimento del 2006. In posizione avanzata si trovano l'altare maggiore, costituito da un pilastro a forma di parallelepipedo e dall'ampia mensa, e l'ambone, sulla sinistra, nel quale è anche inserito il candelabro del cero pasquale. Dietro all'altare, al centro, sovrastato dal grande crocifisso in legno dipinto, vi è la sede, formata da tre scranni marmorei più due lignei aggiuntivi ai lati. Il tabernacolo, invece, si trova di fianco all'arco absidale, addossato alla parete di fondo della navata.

#### Organo a canne
Nella conca dell'abside, affiancato dalle panche lignee semianulari del coro, è collocato l'organo a canne Mascioni opus 831, costruito nel 1963. Lo strumento, a due tastiere ognuna di 61 tasti e pedaliera di 32 note, è caratterizzato dal canneto, formato dalle varie canne del registro principale 8' del Grand'Organo; la consolle è unita alla cassa, limitata al basamento del canneto, per mezzo di una pedana.